# Apus aequatorialis
Apus aequatorialis là một loài chim trong họ Apodidae.